# Janica Nyman
Janica Nyman (...) è una giocatrice di football americano finlandese, che gioca come wide receiver per le Wasa Royals..